# Tenetiše (Kranj, Slovenija)
Tenetiše je naselje u slovenskoj Općini Kranju. Tenetiše se nalazi u pokrajini Gorenjskoj i statističkoj regiji Gorenjskoj. 

## Stanovništvo
Prema popisu stanovništva iz 2002. godine naselje je imalo 386 stanovnika.